# Friedrich von Payer

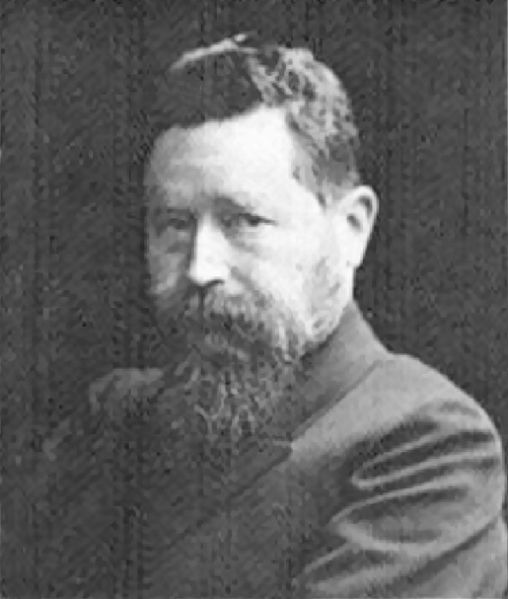
Friedrich von Payer (1907)

Friedrich (von) Payer (Tübingen, 12 juni 1847 - Stuttgart, 14 juli 1931) was een Duits liberaal politicus.

## Opleiding en juridische carrière
Friedrich von Payer studeerde aan het Evangelisch-theologisch seminarie in Blaubeuren en studeerde nadien rechten (1865-1871) in Tübingen. Tijdens zijn studie in Tübingen was hij lid van de studentenvereniging Königsgesellschaft Roigel. In 1871 vestigde hij zich als advocaat in Stuttgart, sinds 1899 was hij notaris.
Friedrich von Payer was ook lid van de raad van toezicht van de Dresdner Bank, de Württembergischen Hypothekenbank en de Frankfurter Zeitung.

## Politieke carrière
Friedrich von Payer was lid van de links-liberale Democratische Volkspartij (Demokratische Volkspartei) van Württemberg en van de Duitse Volkspartij (DtVP, Deutsche Volkspartei). Von Payer was voor deze partij was hij van 1892 tot 1896 lid van de gemeenteraad van Stuttgart. Van 1893 tot 1912 was hij lid van het Huis van Afgevaardigden van Württemberg. In 1895 was hij voorzitter van het Huis van Afgevaardigden. Tussen 1877 en 1918 was hij links-liberaal afgevaardigde in de Rijksdag van het Duitse Keizerrijk. Hij vertegenwoordigde het kiesdistrict Tübingen-Reutlingen.
Als overtuigd democraat zette hij zich als rijksdagafgevaardigde in voor de uitbouw van het parlementaire stelsel. Hij kantte zich tegen de binnenlandse politiek van Bismarck en het septenaat (zevenjarig pact tussen de regering en de Rijksdag over de financiering van het leger door de regering). Von Payer was een fel bestrijder van de vlootwedloop tussen het Duitse Keizerrijk en het Verenigd Koninkrijk.
In 1906 werd hij in de adelstand van het koninkrijk Württemberg verheven. In 1912 werd hij benoemd tot ereburger van Reutlingen.

## Rol tijdens deEerste Wereldoorlog
Friedrich von Payer, sinds 1909 voorzitter van de Duitse Volkspartij (DtVP), was in 1910 een van de oprichters van de Vooruitstrevende Volkspartij (FVP, Fortschrittliche Volkspartei). De FVP kwam tot stand na een fusie van de links-liberale partijen DtVP, Democratische Unie, Vrijzinnige Volkspartij en Vrijzinnige Vereniging. Von Payer werd tot voorzitter van de FVP-fractie in de Rijksdag gekozen. In die functie ondersteunde hij de politiek van rijkskanselier Theobald von Bethmann-Hollweg. Hij streefde naar een democratisering van het staatsbestel. Von Payer werkte op het terrein van staatshervorming in de Rijksdag nauw samen met de Sociaaldemocratische Partij van Duitsland (Sozialdemokratische Partei Deutschlands).
Van 9 november 1917 tot de machtsovername van de Raad van Volksafgevaardigden (Rat der Volksbeaufragten) precies een jaar later, was von Payer vicekanselier in de kabinetten Michaelis, Hertling en Baden. Vanwege zijn streven naar vredesonderhandelingen met de Entente mogendheden en zijn plannen om - na een Duitse overwinning - de Belgische soevereiniteit te herstellen werd von Payer gewantrouwd door de Oberste Heeresleitung (opperbevel). Von Payers plannen om het kiesrecht in Pruisen te hervormen (afschaffing van het ongelijke drieklassenkiesrecht) wekten het ongenoegen van zowel de Pruisische Junkers (land-edelen) als de behoudende partijen (w.o. de Duitse Conservatieve Partij en Nationaal-Liberale Partij). De kieswetshervormingsvoorstellen werden systematisch door het Pruisische parlement geblokkeerd.
In de loop van 1918 verzocht keizer Wilhelm II hem om samen met Siegfried Graf von Roedern te zoeken naar een geschikte kandidaten om zitting te nemen in een hervormingsgezinde regering. Op 1 oktober 1918, toen Duitsland praktisch verslagen was, vroeg de keizer hem het rijkskanselierschap op zich te nemen. Von Payer weigerde, en beval - zoals zoveel progressieven - de liberale Prins Max von Baden (troonopvolger van het groothertogdom Baden) aan. Onder von Badens kanselierschap (5 oktober - 9 november 1918) bleef von Payer als vicekanselier aan. Hij kon maar weinig doen om de ontbinding van het keizerrijk tegen te gaan.
Na de Eerste Wereldoorlog ging de FVP op in de links-liberale Duitse Democratische Partij (DDP, Deutsche Demokratische Partei). In 1919 werd hij in de Nationale Vergadering van Weimar gekozen en tot 9 juli 1919 fungeerde hij als fractievoorzitter van de DDP.
Friedrich von Payer overleed op 84-jarige leeftijd, op 14 juli 1931.

## Verwijzingen
1. 1 2  Deutsche Volkspartei 1868-1910. Gearchiveerd op 24 juli 2014.
2. ↑  14-18, De Eerste Wereldoorlog, door: Dr. R.L. Schuursma (1976), band 4, blz. 1336

- Gemeinsame Normdatei: 118592300
- International Standard Name Identifier: 0000 0001 1877 5849
- Library of Congress Control Number: no2011052690
- Nationale Bibliotheek van Israël: 987007589907305171
- Nederlandse Thesaurus van Auteursnamen: 070511225
- LIBRIS: 369621
- Système universitaire de documentation: 137130139
- Virtual International Authority File: 69722128
- WorldCat: E39PBJxRxpJBxvxYYHDB7Tdfbd

## Werken
- Von Bethmann Hollweg bis Ebert, Erinnerungen und Bilder, Frankfurt am Main, 1923